# França
França, właśc. Françoaldo Sena de Souza (ur. 2 marca 1976 w Codo) – brazylijski piłkarz grający podczas kariery na pozycji napastnika. Karierę piłkarską zakończył w 2010 w Kashiwa Reysol. W reprezentacji Brazylii rozegrał 8 meczów i strzelił jednego gola.